# Deutsche Ferienroute Alpen–Ostsee
Die Deutsche Ferienroute Alpen–Ostsee (DFAO) war eine Ferienstraße und führte von Berchtesgaden (Königssee) nach Puttgarden (Fehmarn). Sie war 1738 Kilometer lang und durchquerte fünf Bundesländer. Sie hatte den längsten Streckenverlauf der in Deutschland ausgeschilderten Touristenrouten und war bereits in den 2010er Jahren eingestellt.

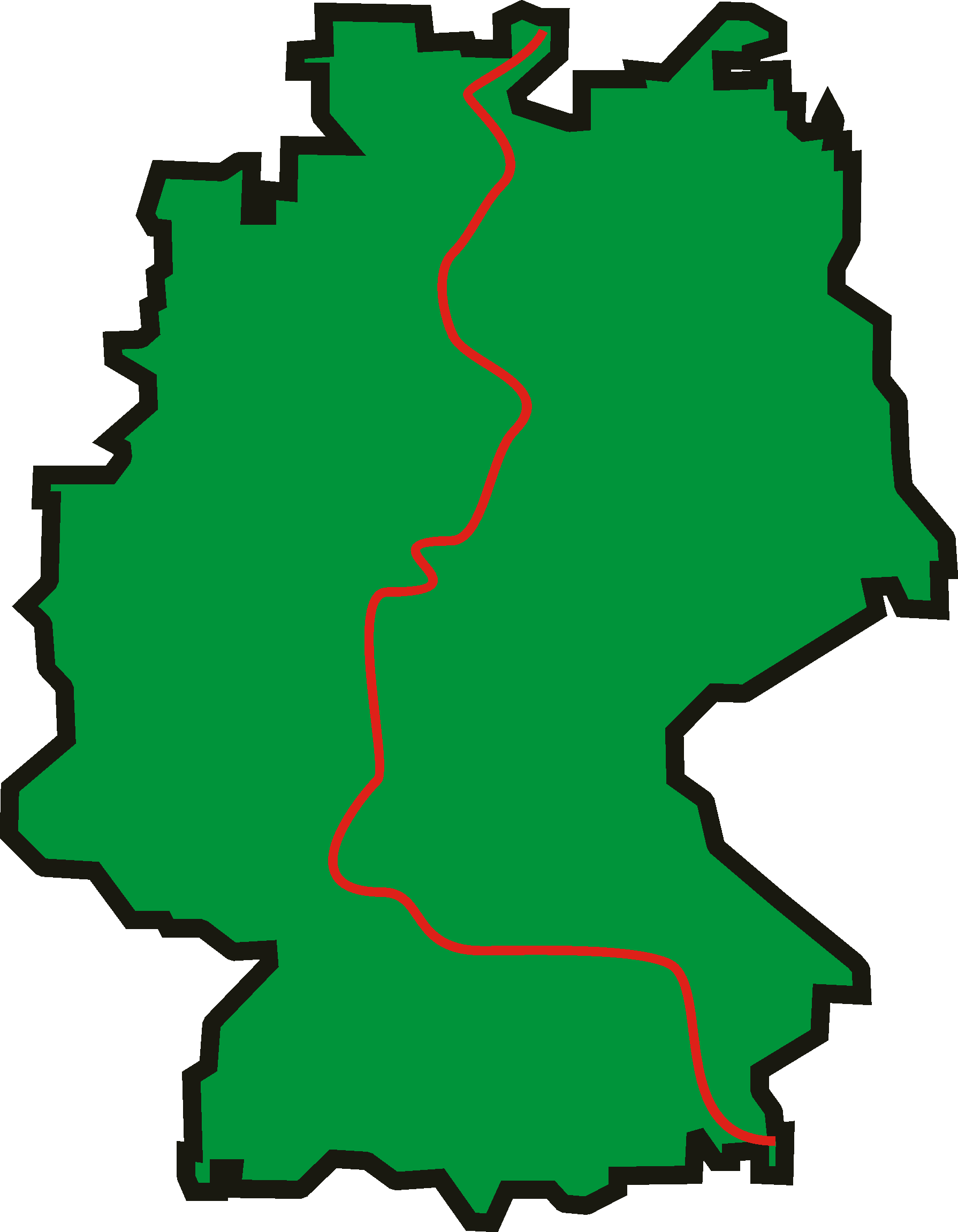
Deutsche Ferienroute Alpen–Ostsee

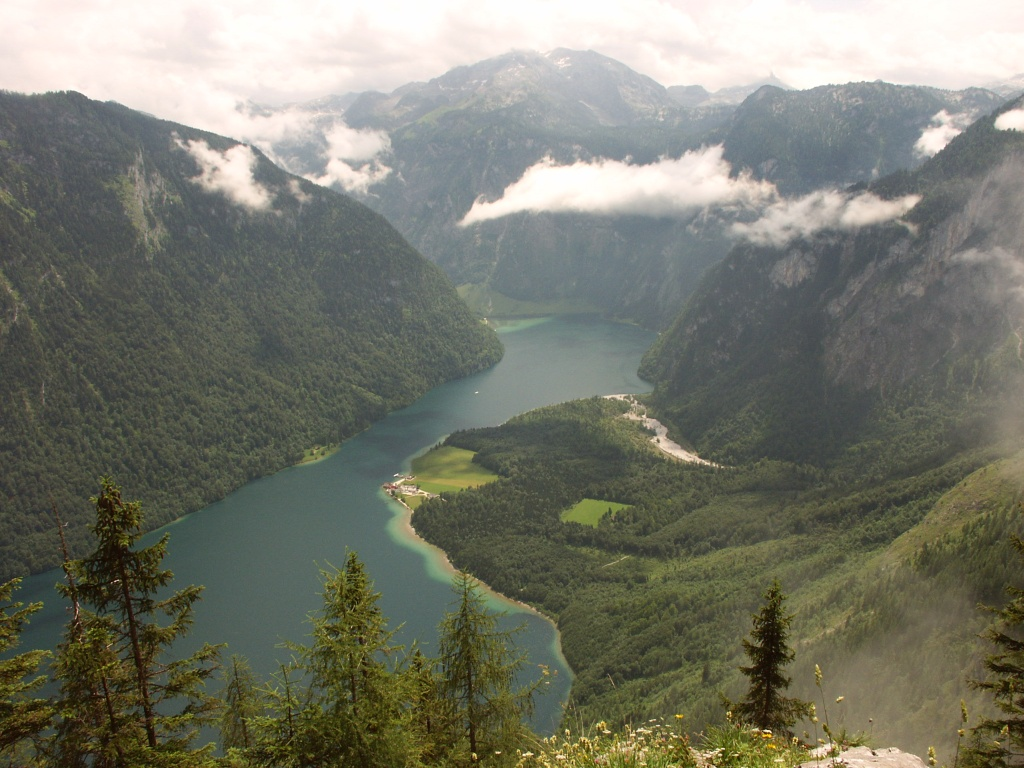
Am Königssee begann die Deutsche Ferienroute Alpen–Ostsee

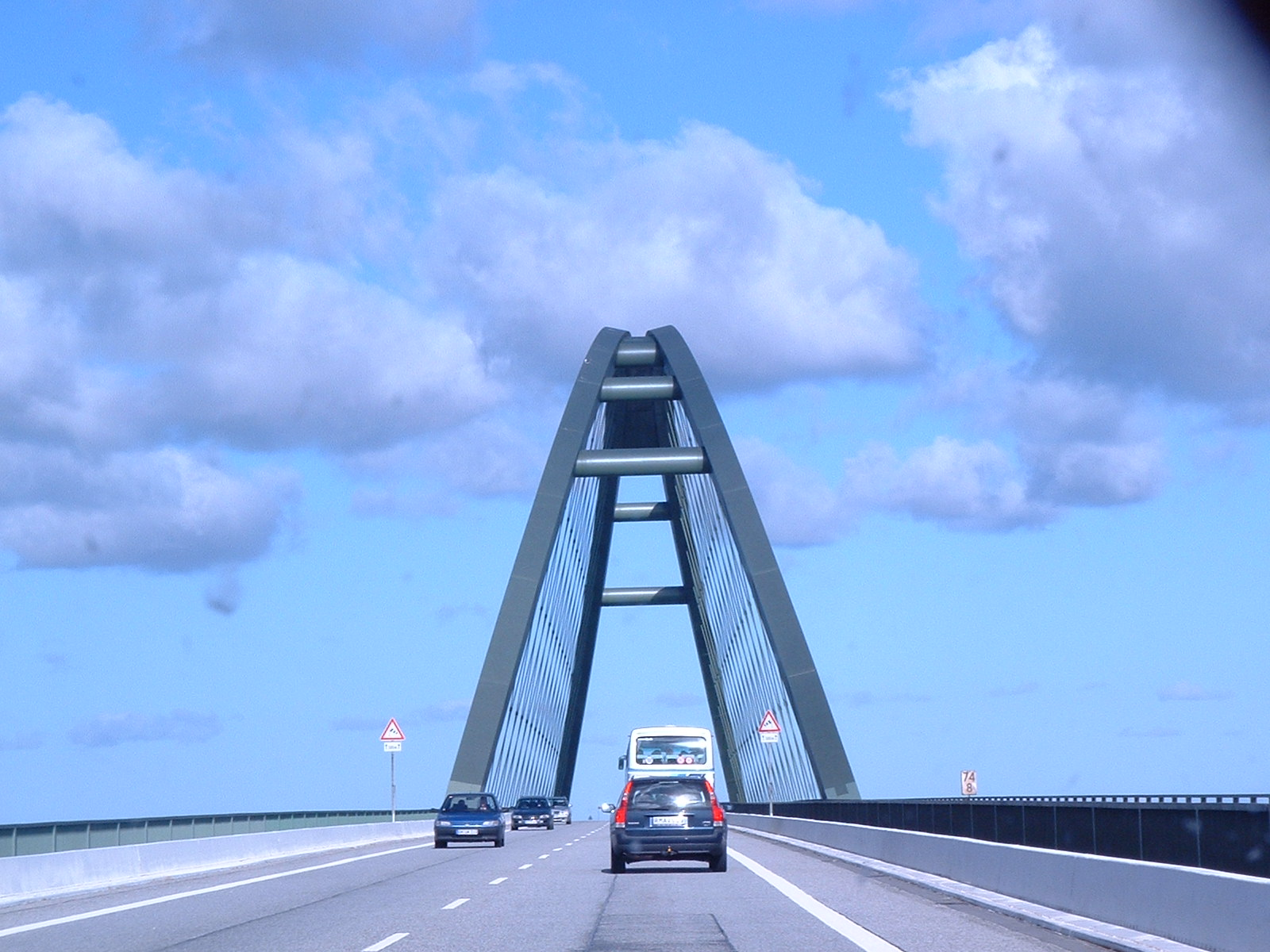
Fehmarnsund-Brücke: Nur noch wenige Kilometer bis zum Ende der Deutschen Ferienroute Alpen–Ostsee

## Bundesländer
Die DFAO führte zunächst durch Bayern erst in nördlicher, dann in westlicher Richtung, um sich in Baden-Württemberg wieder nach Norden zu wenden und durch Hessen, Niedersachsen und Schleswig-Holstein der Ostsee zuzustreben.

## Landschaften
Auf dieser Strecke lernt man Deutschland mit seinen unterschiedlichen Landschaftsformen kennen: Die Alpengipfel und das hügelige Voralpenland, die großen und kleinen Flüsse, die grünen, manchmal schroffen, manchmal sanften Mittelgebirge, die Heidelandschaft und schließlich die weite Tiefebene des Nordens. Im Einzelnen sind dies:
- Alpenregion Berchtesgadener Land
- Chiemgau
- Hallertau
- Inntal
- Altmühltal
- Hohenloher Ebene
- Neckartal
- Odenwald
- Spessart (zunächst bayerischer, dann hessischer Spessart)
- Lahntal
- Wetterau
- Vogelsberg
- Knüll
- Weserbergland
- Eichsfeld
- Harz
- Lüneburger Heide
- Norddeutsche Tiefebene
- Ostsee

## Sehenswürdigkeiten
Schlösser und Burgen finden sich überall an dieser Ferienstraße, malerische Dörfer ebenso. In Süddeutschland dominiert die barocke Architektur. Fürsten- und Herrscherhäuser, aber auch Klöster und Kirchen sind beispielhafte Zeugen einer prunkvollen Zeit. Den mittleren Abschnitt der Deutschen Ferienroute Alpen–Ostsee kann man als romantisch bezeichnen. In engen Städtchen, umschlossen von Türmen und Toren, drängen sich die Fachwerkgiebel um den jeweils höchsten Punkt, den Berg mit der Burg. Die einsamen Höfe, Dörfer und Städte des Nordens bieten dagegen ein verträumtes Landschaftsbild.
Besonders hervorzuheben sind:
- Berchtesgaden mit Salzbergwerk und Königssee
- Wasserburg am Inn, die Perle des bayerischen Mittelalters
- Barock-, Bischofs- und Universitätsstadt Eichstätt
- Dinkelsbühl mit seinem mittelalterlichen Stadtbild
- Europas einziges Elfenbeinschnitzzentrum und -museum in Erbach
- Das berühmte Wasserschloss in Mespelbrunn im Spessart
- Das Fürstenschloss in Büdingen
- Die Fachwerkstadt Homberg (Efze)
- Bad Sooden-Allendorf mit seinem mittelalterlichen Fachwerk-Stadtbild und den Salinen
- Die Universitätsstadt Göttingen
- Die Bergstadt Altenau mit historischem Stadtbild und Deutschlands größten Kräuterpark
- Die Okertalsperre, höchst gelegenster Stausee in Norddeutschland mit Ausflugsschifffahrt
- Der Nationalpark Harz
- Die Hansestadt Lübeck
- Das Vogelschutzgebiet Wallnau
- Puttgarden auf der Ostsee-Insel Fehmarn